# Гетто в Кличеве
Гетто в Кли́чеве (лето 1941 — 14 октября 1941) — еврейское гетто, место принудительного переселения евреев посёлка Кличев Могилёвской области и близлежащих населённых пунктов в процессе преследования и уничтожения евреев во время оккупации территории Белоруссии войсками нацистской Германии в период Второй мировой войны.

## Оккупация Кличева и создание гетто
В 1939 году в посёлке Кличев жили 433 еврея. Перед войной евреи в Кличеве жили компактно на современной Комсомольской улице, которую называли Золотой, и на других улицах: современной Набережной, Пролетарской, Якова Зайца, им. М. Горького. Кличев был захвачен немецкими войсками 5 июля 1941 года и находился под оккупацией почти 3 года — до 28 июня 1944 года.
Вскоре после захвата посёлка немцы, реализуя нацистскую программу уничтожения евреев, организовали в местечке гетто. В нём оказались около 600 человек — как кличевских евреев (более 300), так и евреев из других населённых пунктов. С обязательным под страхом смерти ношением нашивки в виде жёлтой шестиконечной звезды евреи были обязаны ежедневно отмечаться в комендатуре.

## Уничтожение гетто
В июле 1941 года 450 евреев были убиты в неустановленном месте. К октябрю 1941 года почти половина оставшихся узников умерли от голода и болезней. 14 октября 1941 года деревню Поплавы (в 4 километрах от Кличева) окружили немцы и подразделения латышских, украинских и местных полицаев. Всех жителей собрали на колхозном дворе возле здания правления. Затем немцы с собаками поставили всех мужчин лицом к стене у общественной бани около клуба, а женщин, стариков и детей — спиной к мужчинам. Из Кличева начали приезжать крытые машины, забитые евреями. На окраине деревни в Поплавском лесу были ямы, из которых брали глину для производства кирпичей, и тех евреев, которых привезли первыми, заставили углублять эти ямы.
Грузовики привозили обреченных людей несколько часов. Из машин доносились крики и плач. Евреев выгружали около ям, избивали прикладами, травили собаками, секли лопатами, загоняли в ямы и расстреливали. Во время этой «акции» (таким эвфемизмом нацисты называли организованные ими массовые убийства) многих закопали живыми, а потом кидали в ямы с ещё живыми людьми гранаты. Телами убитых евреев — более 300 (500) человек — были заполнены шесть ям.

## Случаи спасения
Во время расстрела в Поплавах выжить удалось единицам. Из братской могилы выбрались парикмахер Бреслав, сестра его жены и ещё один человек. Кузнец Мойша спрятался в борозде и спасся от расстрела. Одна раненая 28-летняя еврейка ночью выбралась из ямы, пряталась в деревне, но через год её всё равно выдали и расстреляли.

## Память
Опубликованы неполные списки жертв геноцида евреев в Кличеве.
В 1965 году на месте расстрела евреев Кличева около деревни Поплавы в урочище «Лесное» был установлен памятник на средства, собранные родственниками убитых.

## Комментарии
1. ↑  В русском языке за служащими коллаборационистских полицейских органов закрепилось разговорное уничижительное название полица́й (во множественном числе — полица́и).